# Gustav von Tungeln
Gustav von Tungeln (* 3. Oktober 1835 in Varel; † 17. Dezember 1903 in Schmoel) war ein  Gutspächter und Mitglied des Reichstags des Deutschen Kaiserreichs.

## Leben
Als Sohn eines Auctionsverwalters geboren, studierte von Tugeln Nationalökonomie in Jena. Während seines Studiums wurde er 1853/54 Mitglied der Burschenschaft Teutonia Jena.
Nach seinem Studium war er Landwirt und Pächter von Gut Schmoel im Kreis Plön. Im November 1897 gewann er als Kandidat der Deutschkonservativen Partei eine Ersatzwahl im Reichstagswahlkreis Schleswig-Holstein 9 (Oldenburg in Holstein, Plön) und gehörte dem Reichstag bis zum Ende der Legislaturperiode im Jahre 1898 an.